# Judy Mikovits
Judy Anne Mikovits (c. 1958) é uma cientista americana bacharel em química pela Universidade da Virgínia conhecida pela promoção de pseudociências como a anti-vacinação. Ela fez várias alegações falsas sobre vacinas, COVID-19 e síndrome da fadiga crônica (CFS).
Como diretora de pesquisa da organização CFS Whittemore Peterson Institute (WPI) que realiza pesquisas; de 2006 a 2011, Mikovits liderou um esforço que relatou em 2009 que um retrovírus conhecido como vírus relacionado ao vírus xenotrópico de leucemia murina (XMRV) estava associado ao CFS e pode ter tido um papel causal. No entanto, o artigo foi criticado, levando a uma retração em 22 de dezembro de 2011 pela revista Science. Em novembro de 2011, ela foi indevidamente detida sob acusação de ter roubado notebooks de laboratório e um computador da WPI, mas foi libertada após cinco dias e as acusações foram retiradas posteriormente.
Em 2020, Mikovits promoveu teorias conspiratórias sobre a pandemia do COVID-19 por meio de um vídeo divulgado na internet chamado Plandemic, que fez alegações consideradas falsas e sem base em evidências científicas. O vídeo foi banido das redes sociais Youtube, Facebook e Twitter.

## Educação e início de carreira
Em 1980, Mikovits recebeu seu diploma de bacharel  em química pela Universidade da Virgínia. De acordo com Mikovits, ela foi para a Upjohn Pharmaceuticals em Kalamazoo, Michigan, de 1986 a 1987, para trabalhar como técnica de laboratório e partiu depois de uma disputa com a empresa relacionada ao hormônio do crescimento bovino .  Em 1988, ela trabalhou como técnica de laboratório no Instituto Nacional do Câncer (NCI) em Frederick, Maryland, sob Francis Ruscetti, que mais tarde atuou como seu supervisor de doutorado, e em 1991 , recebeu um doutorado em bioquímica da Universidade George Washington. Sua tese de doutorado foi intitulada "Regulação negativa da expressão do HIV em monócitos". Mikovits afirmou que trabalhou como pesquisadora de pós - doutorado no laboratório de David Derse, de 1993 a 1994.  Em 1996, Mikovits foi empregada como cientista no Laboratório de Biologia de Leucócitos de Ruscetti, no NCI.
Em maio de 2001, Mikovits deixou a NCI para trabalhar na EpiGenX Biosciences em Santa Barbara, CA, uma empresa de descoberta de fármacos. No final de 2005, Mikovits estava trabalhando como barman no Iate Clube Pierpont Bay, em Ventura, CA.

## XMRV e encefalomielite málgica / fadiga crônica
Harvey Whittemore e sua esposa, Annette, ficaram frustrados com a falta de respostas para pacientes com encefalomielite mialgica / fadiga crônica (SFC), incluindo a filha. Em um esforço para resolver o problema do CFS, eles criaram o Instituto Whittemore Peterson em 2005; Mikovits tornou-se diretora de pesquisa em 2006. Tentativas de encontrar uma causa viral de SFC infelizmente não tiveram êxito.
Em 2007, Mikovits conheceu um co-descobridor do vírus relacionado ao vírus da leucemia murina xenotrópica (XMRV), Robert Silverman, em uma conferência . Silverman havia encontrado seqüências de XMRV, que são altamente semelhantes às seqüências genômicas de camundongos, em amostras de câncer de próstata vários anos antes. Usando as ferramentas obtidas da Silverman, Mikovits começou a procurar XMRV em suas amostras de CFS. No final de 2008, uma estudante de graduação, que posteriormente foi contratada como técnica, obteve dois resultados positivos em um grupo de vinte amostras. Ele e Mikovits alteraram sucessivamente as condições experimentais até todas as amostras darem um sinal positivo.
Em 2009, Mikovits e colegas de trabalho relataram na revista Science que haviam detectado DNA XMRV em pacientes com SFC e sujeitos de controle.
Dois dos autores originais deste artigo posteriormente analisaram novamente as amostras usadas na pesquisa e descobriram que as amostras estavam contaminadas com o DNA do plasmídeo XMRV, levando-os a publicar uma retração parcial de seus resultados originais. Em dezembro de 2011, após uma solicitação do primeiro autor Robert Silverman, os editores da Science retiraram o artigo na íntegra.
Mikovits falou em vários eventos anti-vacinação. Ela alegou que os retrovírus contaminaram 30% das vacinas.
Mikovits recebeu críticas de cientistas por afirmar que o XMRV é uma infecção transmissível "que circula claramente pela população, assim como o nosso medo e o seu medo". O virologista Vincent Racaniello disse que a afirmação de Mikovits "está apenas incitando o medo". Mikovits mostrou slides em uma conferência ligando o XMRV à doença de Parkinson, autismo e esclerose múltipla. No entanto, não há evidências publicadas de que o XMRV esteja associado a essas doenças.

### Teorias da conspiração de coronavírus
Mikovits ganhou atenção nas mídias sociais por promover suas idéias sobre a pandemia do COVID-19 . Ela não acredita que seja necessária uma vacina para prevenir o COVID-19 e alega que o coronavírus "foi causado por uma cepa de vacina contra a gripe que circulava entre 2013 e 2015". Ela também afirmou que as máscaras "ativam" o vírus e reinfectam o usuário de máscaras repetidamente.
Um desses vídeos em circulação ganhou notoriedade em maio de 2020. Intitulado Plandemic Part 1, este filme é uma entrevista com meia hora de duração, documentada, sobre as visões de Mikovits sobre uma variedade de assuntos. O YouTube removeu este vídeo de seu site várias vezes, citando suas Diretrizes da comunidade. Mais tarde, foi removido pelo Vimeo e pelo Facebook por razões semelhantes.
Quando solicitado a comentar algumas das alegações que Mikovits faz contra Anthony Fauci, o NIH e o NIAID disseram à NPR: "Os Institutos Nacionais de Saúde e Instituto Nacional de Alergia e Doenças Infecciosas estão focados em pesquisas críticas destinadas a encerrar a pandemia de COVID-19 e prevenir mais mortes. Não estamos a enveredar por tácticas de alguns que procuram fazer descarrilar os nossos esforços "

## Ativismos e desinformação
Mikovits tornou-se uma defensora dos defensores das teorias da conspiração médica, baseando reivindicações que vinculam o XMRV ao autismo e câncer em outros documentos retirados e alegando que ela havia sido presa pela influência do estado profundo e das grandes empresas farmacêuticas . Esta alegação final refere-se à sua prisão em 2011 por supostamente roubar materiais da WPI.
Mikovits falou em vários eventos anti-vacinação. Ela alegou, sem fundamentos, que os retrovírus contaminaram 30% das vacinas.
Mikovits recebeu críticas de cientistas por propagar que o XMRV é uma infecção transmissível "que circula claramente pela população, assim como o nosso medo e o seu medo". O virologista Vincent Racaniello disse que a afirmação de Mikovits "está apenas incitando o medo". Mikovits mostrou slides em uma conferência ligando o XMRV à doença de Parkinson, autismo e esclerose múltipla. No entanto, não há evidências publicadas de que o XMRV esteja associado a essas doenças.

### Teorias da conspiração de coronavírus
Mikovits ganhou atenção nas mídias sociais por promover desinformação sobre a pandemia do COVID-19. Ela não acreditava que fosse necessária uma vacina para prevenir o COVID-19, conspirando que o coronavírus teria sido "causado por uma cepa de vacina contra a gripe que circulava entre 2013 e 2015". Ela também afirmou que as máscaras "ativam" o vírus e reinfectam o usuário de máscaras repetidamente.
Um desses vídeos em circulação ganhou notoriedade em maio de 2020. Intitulado Plandemic Part 1, este filme é uma entrevista com meia hora de duração, documentada, sobre as visões de Mikovits sobre uma variedade de assuntos. O YouTube removeu este vídeo de seu site várias vezes, citando suas Diretrizes da comunidade. Mais tarde, foi removido pelo Vimeo e pelo Facebook por razões semelhantes.
Quando solicitado a comentar algumas das alegações que Mikovits faz contra Anthony Fauci, o NIH e o NIAID disseram à NPR: "Os Institutos Nacionais de Saúde e Instituto Nacional de Alergia e Doenças Infecciosas estão focados em pesquisas críticas destinadas a encerrar a pandemia de COVID-19 e prevenir mais mortes. Não estamos a enveredar por tácticas de alguns que procuram fazer descarrilar os nossos esforços "

## Livros publicados
- 2020. Heckenlively, Kent; Mikovits, Judy. Praga da Corrupção: Restaurando a Fé na Promessa da Ciência . Skyhorse Publishing
- 2014. Mikovits, al. Praga: a intrépida busca de um cientista pela verdade sobre os retrovírus humanos e a síndrome da fadiga crônica (SFC), autismo e outras doenças . Publicação Skyhorse